# Elo Havetta
Elo Havetta (Nagyvezekény, 1938. június 13. – Pozsony, 1975. február 2.) szlovák filmrendező.
Havetta életműve korai halála miatt egészen csekély – mindössze két egész estés filmet rendezett, mégis joggal nevezhető a szlovák filmművészet egyik legnagyobb alakjának. Munkássága egybeesik a cseh újhullám kibontakozásának idejével, sőt, maga is Prágában tanulja a filmezést. Mégsem rendez Prágában; visszatér, s ez a visszatérés lesz az egyik központi témája műveinek. Filmjeiben a szlovák folklórt kelti életre, és annak a szépségét impresszionista festő módjára alkotja meg a vásznon.

## A kezdetek
1938-ban született egy Nyitra (Nitra) környéki kis faluban, Nagyvezekényben (Veľké Vozokany), Eliáš Havetta néven. Tanárai már fiatalon felfigyeltek a tehetségére, ők javasolták, hogy menjen a pozsonyi művészeti tagozatos gimnáziumába tanulni (az anyagi gondokkal küzdő család eredetileg mezőgazdasági pályára szánta a gyereket). 1953-ban be is iratkozott a gimnáziumba, rajz tagozatra, hogy idővel átkerülhessen a fotó szakra. Ezekben az időkben kezd el írni (többek között a Mladá tvorba és a Slovenské pohľady című folyóiratokban.) 
Itt, a gimnáziumban találkozik Juraj Jakubisko-val, aki nagy hatást gyakorol Havettára. A két későbbi filmrendező sok hasonlóságot fedez fel egymásban. Moziba járnak, megismerkednek az egyetemes filmművészettel. Havetta kiállítja a kísérleti képeit, s egyre jobban belesodródik a művészeti életbe.

## Prága, majd a visszatérés
1961-ben felveszik Prágában a FAMU-ra filmrendezést tanulni (Jakubisko ekkor már ide jár). Ez az az idő, amikor itt tanul a nagy cseh újhullámos generáció, úgy mint Jiří Menzel, Miloš Forman, Věra Chytilová, Pavel Juráček, és más jelentős alkotók. Havetta megismerkedik Dušan Hanákkal, aki Jakubisko és Havetta mellett a cseh(szlovák) újhullám harmadik jelentős szlovák alkotója lesz. 
Havetta első rövidfilmjét még Jakubisko-val együtt készíti el Mikulášske občasníky címmel, a második rövidfilmet(Gotická manéž pre jedného) azonban már egyedül készíti. Ezek az alkotások a vizsgafilmmel együtt nyelvükben, hangulatukban még sokban különböznek a két egész estés filmjétől. A Svätá Jana egy házibuliról szól, ahol amerikai zene szól a lejátszóból, és közben beszélgetnek a fiatalok. A 34 dnů absolutního klidu (34 nap teljes nyugalom) egy tó mentén élő férfi napjait mutatja be, távol az emberektől. 
Az 1966-os Přĕdpovĕď: Nula (Előrejelzés: Nulla) egy cseh városban játszódik, s minden ízében cseh újullámos filmnek mondható. Ezzel a kisjátékfilmmel debütál, majd tanulmányainak befejezése után visszatér Pozsonyba.

## Havetta két filmje
Pozsonyban a Koliba Štúdiónál kap munkát. 1967-ben Ivan Balaďa tévéfilmet készít, és Havettát kéri fel társrendezőnek. Első egész estés filmjét 1969-ben készíti el Mulatság a füvészkertben címmel. A rendszer nemtetszését fejezi ki a filmmel kapcsolatban, mert mint mondják: a film nem a szlovákokról szól. Valójában a szlovákokról szól, csak éppen a film nyelve összeegyeztethetetlen a vonalas szlovák kommunisták gondolkodásával. A Mulatság a füvészkertben azokkal a képekkel kezdődik, amelyekkel az egész filmtörténelem: a vonat befut a pályaudvarra. A Lumière fivérek után aztán jön Havetta: leszáll a vonatról Pierre, a francia, hogy megmutassa az egyszerű szlovák embereknek a saját csodájukat. 
1971-ben megrendezi a Mezők liliomai című filmet. A történet középpontjában a háborúból hazatérő, kiszolgált katonák állnak. Nem hősökként akarnak ők élni, hanem emberként, s éppen ezért nem is hősök ők, hanem szerencsétlenek. Cél nélkül sodródnak a történettel, és elkeseredetten vágynak a boldogságra. A filmet a rendszer dobozba zárja, Havettát pedig eltiltja a rendezéstől. Tévéfilmek készítésében vesz részt, de alkotási vágyát ez nem elégíti ki.

## Halála
Halálával kapcsolatban különböző legendák terjedtek el. Egyesek öngyilkosságról beszélnek, míg mások szerint a szovjetek mérgezték meg. A legvalószínűbb, és egyben a hivatalos változat is az, hogy a kudarc miatti önpusztítás végzett vele. A mértéktelen alkohol fogyasztást és gyógyszerezést nem bírta a szervezete: bélfekélye kiszakadt, s csupán huszonnégy óra múlva találtak rá pozsonyi lakásában, még életben. A mentőkocsiban érte a halál. Holttestét hazaszállították Nagyvezekénybe, s a szülei sírjában temették el. 
Halálát követően teljesen elfeledték. Filmjeit, novelláit, festményeit 1990-ben tették közzé.

## Filmjei
(Prágában az egyetemi tanulmányainak idejéből)
- Mikulášsky občasník (1961-1963) – rövidfilm
- Gotická manéž pre jedného (1962) – rövidfilm
- Svätá Jana (1963) – rövidfilm
- Život na divoko (1964) – rövidfilm
- 34 dnů absolutního klidu (1965) – rövidfilm
- Obĕd v tráve (1964) – rövidfilm
- Přĕdpovĕď: Nula (1966) [Előrejelzés: Nulla]

(Pozsonyban a betiltásig)
- Dáma (1967) – tévéfilm; segédrendező
- Slávnosť v botanickej záhrade (1969) [Mulatság a fűvészkertben]
- Rajský plyn (1970) – csak színész
- Ľalie poľné (1972) [Mezők liliomai]

(Tévéfilmek, melyekben betiltását követően közreműködött, rendezett)
- Dve lásky skromného Púchovčana (1973)
- Všade stretneš mladých ľudí (1974)
- Škoda lásky (1974)
- Lastovička (1973-74)
- Ráčte vstúpiť! (1974-75)

## Díjak
- 1969 – Ezüst Szirén-díj, Sorrento (A Mulatság a füvészkertben megrendezéséért)
- 1989 – Vladislav Vančura-díj [posztumusz]
- 1990 – Életmű díj, Pozsony [posztumusz]